# Miniopterus manavi
Miniopterus manavi är en fladdermus i familjen läderlappar som förekommer på Madagaskar och Komorerna. Populationerna som sammanfattas under Miniopterus manavi utgör kanske flera arter.
Liksom andra släktmedlemmar kännetecknas arten av ett kupolformigt huvud, små ögon samt små öron. Kroppen är täckt av brun päls.
Individerna lever på Madagaskar och på Komorerna i låglandet och i låga bergstrakter upp till 1500 meter över havet. De vistas i olika habitat som fuktiga eller torra skogar, jordbruksmark och andra öppna landskap.
Miniopterus manavi bildar vid viloplatsen, som kan vara en grotta eller en överhängande klippa, kolonier med upp till 4000 medlemmar. Sovplatsen kan delas med andra fladdermöss av samma släkte.
Vid skogen Makira i nordöstra Madagaskar fångas några exemplar för köttets skull. Hela beståndet listas av IUCN som livskraftig (LC).